# 沢暉蓮
沢暉 蓮（さわき れん、1991年7月11日 - ）は、近畿地方を拠点にタレント活動をしている日本の女優。Dプロモーション所属。奈良県出身。

## 出演

### テレビ番組
- 歴史秘話ヒストリア（NHK大阪放送局）
  - 第197回「遠野物語をめぐる心の旅」（2014年） - オシラサマの娘 役
  - 第244回「若きプリンス 武田勝頼の愛と苦悩」（2016年） - 諏訪御料人 役
  - 第246回「二・二六事件 奇跡の脱出劇」（2016年） - 秋本サク 役
  - 第255回「コーフン！古墳のミステリー」（2016年）
  - 第311回「愛され実業家・五代友厚」（2018年） - 鹿児島の妻 役
- 快傑えみちゃんねる（関西テレビ） - 再現VTR出演
- おはよう朝日です（朝日放送）
- アリオでござる！（J:COMチャンネル）
- FNS27時間テレビ にほん人は何を食べてきたのか？ 江戸時代「学ぶヒストリー劇場」（2018年、フジテレビ）

### テレビドラマ
- 連続テレビ小説
  - ごちそうさん（2013年、NHK大阪放送局）
  - あさが来た 第149話（2016年、NHK大阪放送局） - 女学生G 役
  - ブギウギ（2023年、NHK大阪放送局） - 花田ユキ 役
  - おむすび（2025年、NHK大阪放送局） - 本郷弥生 役
- 相棒 season13 第8話（2014年、テレビ朝日） - 昏睡強盗 役
- 放送90年ドラマ 経世済民の男 小林一三（2015年、NHK大阪放送局）
- BS時代劇 子連れ信兵衛 2（2015年、NHK BSプレミアム）
- BS時代劇 伝七捕物帳（2016年、NHK BSプレミアム）
- 石川五右衛門（2016年、テレビ東京）
- ドラマ10 コピーフェイス〜消された私〜（2016年、NHK大阪放送局）
- くノ一忍法帖 第7話（2018年、BSジャパン） - 農家の女 役
- 無用庵隠居修行 3（2019年、BS朝日） - おみよ 役

### 映画
- ナニワ銭道（2014年、監督：萩庭貞明） - 女子事務員 役
- パンク侍、斬られて候（2018年、監督：石井岳龍） - おへど女中 役
- 居眠り磐音（2019年、監督：本木克英）
- 引っ越し大名!（2019年、監督：犬童一心） - 一膳飯屋少女 役
- 決算!忠臣蔵（2019年、監督：中村義洋） - 遊女 役

### 舞台
- 桂春蝶劇団公演 芸人地獄亡者虐（2011年、一心寺シアター倶楽）
- ガールズミュージアム公演 Short Sweet Story 新年スタート編（2013年、世界館）
- 劇団銀河公演 旅立ちのご予約承ります！（2013年、世界館）
- ふしぎな鍵ばあさん（2014年、茨城県内の小学校・大阪府東大阪市内の小学校） - 小学生 役[2]
- 劇団まげもん公演 時代劇コメディ よいではないか 14（2015年、朝日放送内ABCホール）
- 噺劇一座公演

### ミュージックビデオ
- RAY「真冬のシンデレラ」（2016年、DEF MUSIC ENTERTAINMENT）[3]

### CM
- ウェブCM ダイハツ・ブーン「運転のしやすさ」（ダイハツ工業）
- 氷晶シャーベット（サンガリア）
- 大阪成蹊大学
- J:COM MOBILE

### スチールモデル
- ウェブ 奈良大和路×ぷちなら（近畿日本鉄道）
- 京都成章高等学校
- JR卒業旅行
- ブレスケア（小林製薬）
- 関西ウォーカー（角川マガジンズ）